# El puerto de las brumas
El puerto de las brumas es una novela del escritor belga radicado en Francia Georges Simenon escrita en octubre de 1932 siendo su principal protagonista el comisario Jules Maigret.

## Trama
En los Grands Boulevards parisinos la policía recoge a un hombre que no identificado y que no es capaz de hablar. Una vez identificado resulta ser un exoficial de marina que reside en un pequeño pueblo normando llamado Ouistreham. El comisario que acompaña al oficial deberá resolver la trama que rodea al capitán y su entorno.
- Datos: Q685630